# Okrug Greenlee, Arizona
Greenlee, maleni okrug na jugoistoku Arizone, 4,787 km² (1,848 mi²,  stisnut između okruga Apache na sjeveru,  'majčinskog'  okruga Graham na zapadu, i okruga Cochise na jugu. Nastao je kao četrnaesti okrug Arizone 10. ožujka 1909. odvajanjem od okruga Graham. Sjedište mu je Clifton. Populacija: 7,738 (2006).

## Zemljopis
Okrug Greenlee dug je svega 193 kilometra (120 milja) i širok 32 (20 milja). Većina tla je pod pustinjom Sonore obraslih kaktusima koje prelaze u planine obrasle borovom šumom. Glavni vodeni tokovi uz koja a su se razvila gradska središta su rijeke Gila s gradom Duncan, San Francisco uz koji se razvilo središte Clifton i njezina pritoka Blue River. Na sjeveru okruga su manja jezera Luna i Big.

## Gradovi i naselja
Apache Grove, Aragon Place, Blue, Blue Vista, Carlton Vista, Cleaveland, Clifton  (okružno središte), Duncan, East Plantsite, Fox, Franklin, Granville, Guthrie, Hannagan Meadow, Morenci, Plantsite, Sheldon, Sprucedale, Spur Cross, Stargo, Strayhorse, Three Way, York.

## Povijest
Svoje ime Greenlee dobiva po izvjesnom rudaru Mason Greenleeju, stanovniku Cliftona. 

## Vanjske poveznice
- History of Greenlee County  Arhivirana inačica izvorne stranice od 11. studenoga 2007. (Wayback Machine)